# مدار ۱۷ درجه شمالی
مدار ۱۷ درجه شمالی، دایره‌ای از عرض جغرافیایی است که در ۱۷ درجهٔ شمالی خط استوا  قرار دارد.

## گذر از مناطق
از نصف‌النهار مبدأ شروع می‌شود و به سمت مشرق ۱۷ درجه شمالی از موارد زیر گذر می‌کند:
| مختصات‌ها                                             | کشور، قلمرو یا دریا | توضیحات |
| ---------------------------------------------------- | ------------------- | --- |
| ۱۷°۰′ شمالی ۰°۰′ شرقی / ۱۷٫۰۰۰°شمالی ۰٫۰۰۰°شرقی      | مالی                | This part of Mali has declared independence as ازواد                                                                 |
| ۱۷°۰′ شمالی ۴°۱۴′ شرقی / ۱۷٫۰۰۰°شمالی ۴٫۲۳۳°شرقی     | نیجر                | |
| ۱۷°۰′ شمالی ۱۵°۳۰′ شرقی / ۱۷٫۰۰۰°شمالی ۱۵٫۵۰۰°شرقی   | چاد                 | |
| ۱۷°۰′ شمالی ۲۴°۰′ شرقی / ۱۷٫۰۰۰°شمالی ۲۴٫۰۰۰°شرقی    | سودان               | |
| ۱۷°۰′ شمالی ۳۷°۰′ شرقی / ۱۷٫۰۰۰°شمالی ۳۷٫۰۰۰°شرقی    | اریتره              | |
| ۱۷°۰′ شمالی ۳۹°۲′ شرقی / ۱۷٫۰۰۰°شمالی ۳۹٫۰۳۳°شرقی    | دریای سرخ           | |
| ۱۷°۰′ شمالی ۴۱°۴۷′ شرقی / ۱۷٫۰۰۰°شمالی ۴۱٫۷۸۳°شرقی   | عربستان سعودی       | Farasan Islands |
| ۱۷°۰′ شمالی ۴۱°۵۳′ شرقی / ۱۷٫۰۰۰°شمالی ۴۱٫۸۸۳°شرقی   | دریای سرخ           | |
| ۱۷°۰′ شمالی ۴۲°۳۳′ شرقی / ۱۷٫۰۰۰°شمالی ۴۲٫۵۵۰°شرقی   | عربستان سعودی       | |
| ۱۷°۰′ شمالی ۴۳°۱۰′ شرقی / ۱۷٫۰۰۰°شمالی ۴۳٫۱۶۷°شرقی   | یمن                 | |
| ۱۷°۰′ شمالی ۴۶°۵۷′ شرقی / ۱۷٫۰۰۰°شمالی ۴۶٫۹۵۰°شرقی   | عربستان سعودی       | |
| ۱۷°۰′ شمالی ۴۷°۲۳′ شرقی / ۱۷٫۰۰۰°شمالی ۴۷٫۳۸۳°شرقی   | یمن                 | |
| ۱۷°۰′ شمالی ۵۲°۵۷′ شرقی / ۱۷٫۰۰۰°شمالی ۵۲٫۹۵۰°شرقی   | عمان                | |
| ۱۷°۰′ شمالی ۵۴°۷′ شرقی / ۱۷٫۰۰۰°شمالی ۵۴٫۱۱۷°شرقی    | اقیانوس هند         | دریای عرب |
| ۱۷°۰′ شمالی ۵۴°۴۱′ شرقی / ۱۷٫۰۰۰°شمالی ۵۴٫۶۸۳°شرقی   | عمان                | |
| ۱۷°۰′ شمالی ۵۴°۵۹′ شرقی / ۱۷٫۰۰۰°شمالی ۵۴٫۹۸۳°شرقی   | اقیانوس هند         | دریای عرب |
| ۱۷°۰′ شمالی ۷۳°۱۷′ شرقی / ۱۷٫۰۰۰°شمالی ۷۳٫۲۸۳°شرقی   | هند                 | مهاراشترا کارناتاکا آندرا پرادش                                                                                      |
| ۱۷°۰′ شمالی ۸۲°۱۷′ شرقی / ۱۷٫۰۰۰°شمالی ۸۲٫۲۸۳°شرقی   | اقیانوس هند         | خلیج بنگال |
| ۱۷°۰′ شمالی ۹۴°۲۷′ شرقی / ۱۷٫۰۰۰°شمالی ۹۴٫۴۵۰°شرقی   | میانمار (Burma)     | |
| ۱۷°۰′ شمالی ۹۶°۵۴′ شرقی / ۱۷٫۰۰۰°شمالی ۹۶٫۹۰۰°شرقی   | اقیانوس هند         | Gulf of Martaban |
| ۱۷°۰′ شمالی ۹۷°۱۲′ شرقی / ۱۷٫۰۰۰°شمالی ۹۷٫۲۰۰°شرقی   | میانمار (Burma)     | |
| ۱۷°۰′ شمالی ۹۸°۳۷′ شرقی / ۱۷٫۰۰۰°شمالی ۹۸٫۶۱۷°شرقی   | تایلند              | |
| ۱۷°۰′ شمالی ۱۰۴°۴۴′ شرقی / ۱۷٫۰۰۰°شمالی ۱۰۴٫۷۳۳°شرقی | لائوس               | |
| ۱۷°۰′ شمالی ۱۰۶°۲۶′ شرقی / ۱۷٫۰۰۰°شمالی ۱۰۶٫۴۳۳°شرقی | ویتنام              | |
| ۱۷°۰′ شمالی ۱۰۷°۷′ شرقی / ۱۷٫۰۰۰°شمالی ۱۰۷٫۱۱۷°شرقی  | دریای جنوبی چین     | Passing through the disputed جزایر پاراسل                                                                            |
| ۱۷°۰′ شمالی ۱۲۰°۲۷′ شرقی / ۱۷٫۰۰۰°شمالی ۱۲۰٫۴۵۰°شرقی | فیلیپین             | جزیرهٔ لوزون |
| ۱۷°۰′ شمالی ۱۲۲°۲۹′ شرقی / ۱۷٫۰۰۰°شمالی ۱۲۲٫۴۸۳°شرقی | اقیانوس آرام        | دریای فیلیپین · Passing between the جزیرهٔ گوگوان و ساریگان, جزایر ماریانای شمالی · into an unnamed part of the Ocean |
| ۱۷°۰′ شمالی ۱۰۰°۱۷′ غربی / ۱۷٫۰۰۰°شمالی ۱۰۰٫۲۸۳°غربی | مکزیک               | |
| ۱۷°۰′ شمالی ۹۱°۷′ غربی / ۱۷٫۰۰۰°شمالی ۹۱٫۱۱۷°غربی    | گواتمالا            | |
| ۱۷°۰′ شمالی ۸۹°۹′ غربی / ۱۷٫۰۰۰°شمالی ۸۹٫۱۵۰°غربی    | بلیز                | |
| ۱۷°۰′ شمالی ۸۸°۱۳′ غربی / ۱۷٫۰۰۰°شمالی ۸۸٫۲۱۷°غربی   | دریای کارائیب       | گذرکردن از جنوب جزیرهٔ نویس (جزیره), سنت کیتس و نویس · گذرکردن از شمال جزیرهٔ Redonda, آنتیگوآ و باربودا               |
| ۱۷°۰′ شمالی ۶۱°۴۶′ غربی / ۱۷٫۰۰۰°شمالی ۶۱٫۷۶۷°غربی   | آنتیگوآ و باربودا   | جزیرهٔ آنتیگوا |
| ۱۷°۰′ شمالی ۶۱°۴۴′ غربی / ۱۷٫۰۰۰°شمالی ۶۱٫۷۳۳°غربی   | اقیانوس اطلس        | |
| ۱۷°۰′ شمالی ۲۵°۱۹′ غربی / ۱۷٫۰۰۰°شمالی ۲۵٫۳۱۷°غربی   | کیپ ورد             | Santo Antão island                                                                                                   |
| ۱۷°۰′ شمالی ۲۵°۶′ غربی / ۱۷٫۰۰۰°شمالی ۲۵٫۱۰۰°غربی    | اقیانوس اطلس        | |
| ۱۷°۰′ شمالی ۱۶°۱۷′ غربی / ۱۷٫۰۰۰°شمالی ۱۶٫۲۸۳°غربی   | موریتانی            | |
| ۱۷°۰′ شمالی ۵°۳۹′ غربی / ۱۷٫۰۰۰°شمالی ۵٫۶۵۰°غربی     | مالی                | This part of Mali has declared independence as ازواد                                                                 |